# Jamboree mondial de 1975

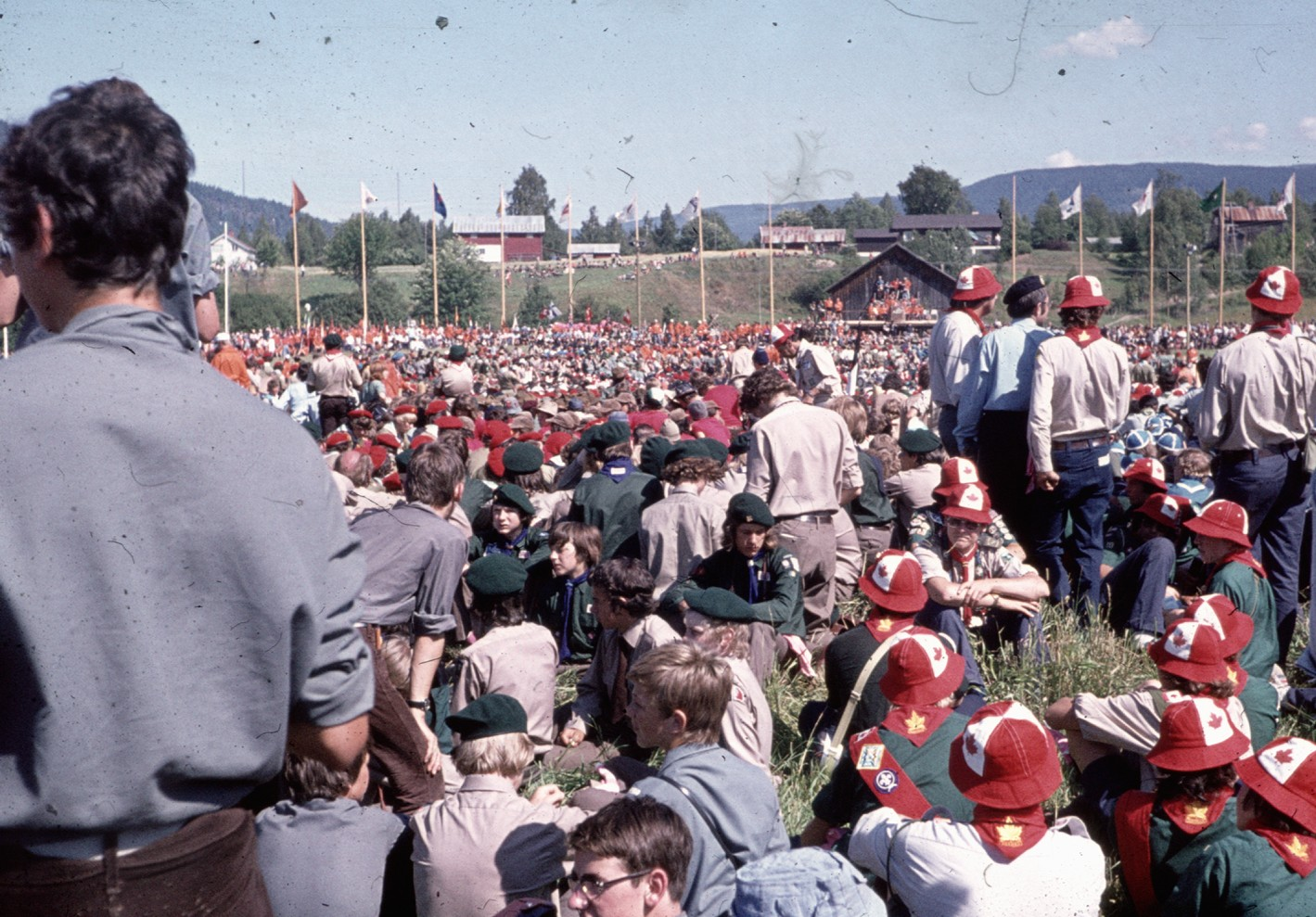
Cérémonie d'ouverture du 14e Jamboree mondial (1975)

Le jamboree mondial de 1975 est le quatorzième jamboree scout.
Il se tient au bord du Lac Mjosa, près de Lillehammer en Norvège, et rassemble plus de 17 000 scouts venus de 91 pays.
Le Jamboree a pour devise "Cinq doigts, une main", représentant l'union des cinq hôtes nordiques et des cinq régions scoutes en une seule fraternité.

## L'organisation du camp
Au programme de ce jamboree, notamment des randonnées dans les montagnes par des patrouilles internationales. Sa Majesté le Roi de Norvège ouvre le Jamboree. Il est également honoré par la Visite de Sa Majesté le roi de Suède et de Son Altesse Royale le prince héritier du Maroc.